# Municipio de Guadalupe y Calvo
El Municipio de Guadalupe y Calvo es uno de los 67 municipios en que se divide el estado mexicano de Chihuahua. Su cabecera es el pueblo de Guadalupe y Calvo.

## Geografía
El municipio de Guadalupe y Calvo se encuentra en el extremo sur del territorio del estado de Chihuahua, tiene una extensión territorial de 9 165,10 kilómetros cuadrados que equivalen al 3,71% del territorio estatal. Limita al noroeste con el municipio de Morelos, al norte con el municipio de Guachochi y al noroeste con el municipio de Balleza. Al sur y al sureste limita con el estado de Durango, en particular con el municipio de Guanaceví, con el municipio de Tepehuanes y con el municipio de Tamazula. Al suroeste con el estado de Sinaloa, con el municipio de Badiraguato y con el municipio de Sinaloa.

## Demografía
Según el Censo de Población y Vivienda de 2020 realizado por el Instituto Nacional de Estadística y Geografía, la población del municipio de Guadalupe y Calvo es de 50 514 habitantes, de los cuales 25 178 son hombres y 25 336 son mujeres; por tanto el porcentaje de su población masculina es del 50.5%, la tasa de crecimiento poblacional anual de 2000 a 2005 ha sido del 1.2%, el 41.3% de la población es menor de 15 años de edad, mientras que entre esa edad y los 64 años se encuentra el 54.2%, el 13.7% de los pobladores viven en localidades de 2,500 habitantes y por tanto urbanas, y el 27.9% de los habitantes mayores de cinco años de edad son hablantes de alguna lengua indígena.

### Localidades
En el censo de 2020 el municipio de Guadalupe y Calvo contaba con 1 046 localidades.

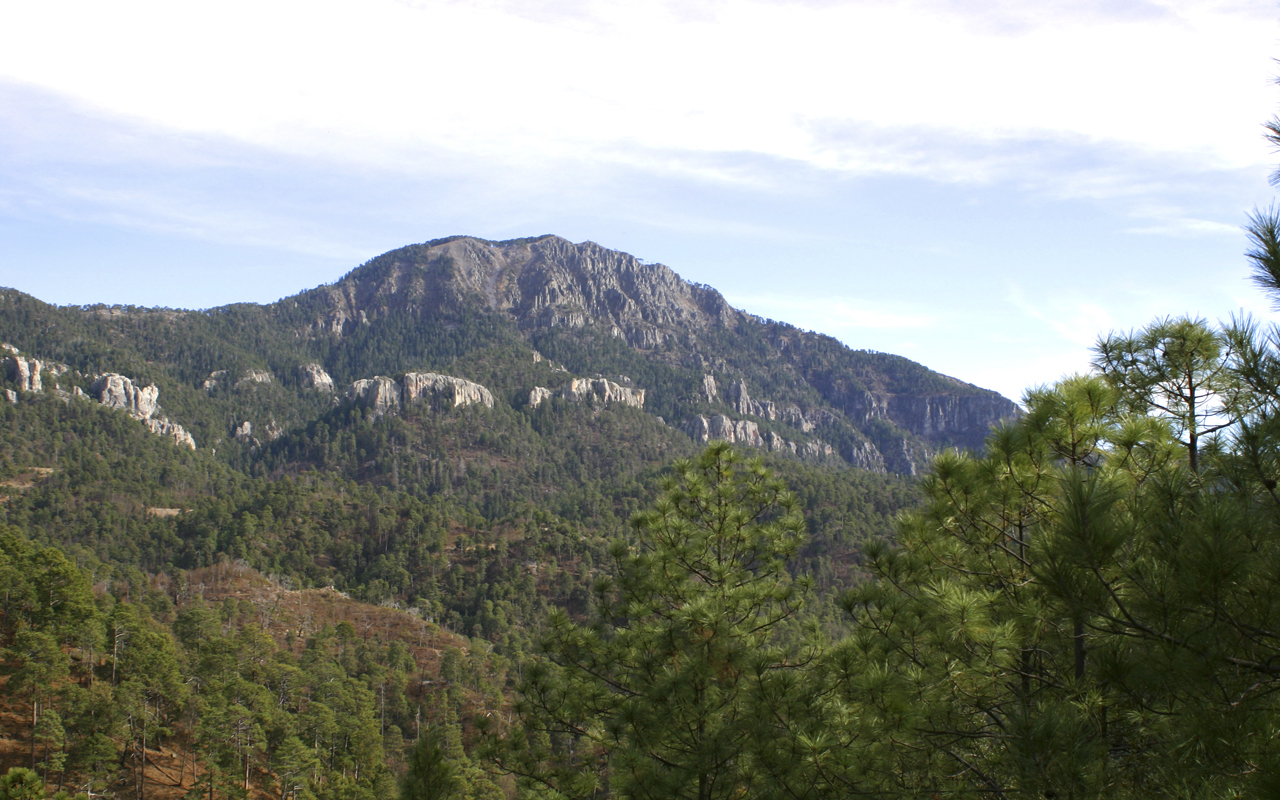
Cerro Mohinora.

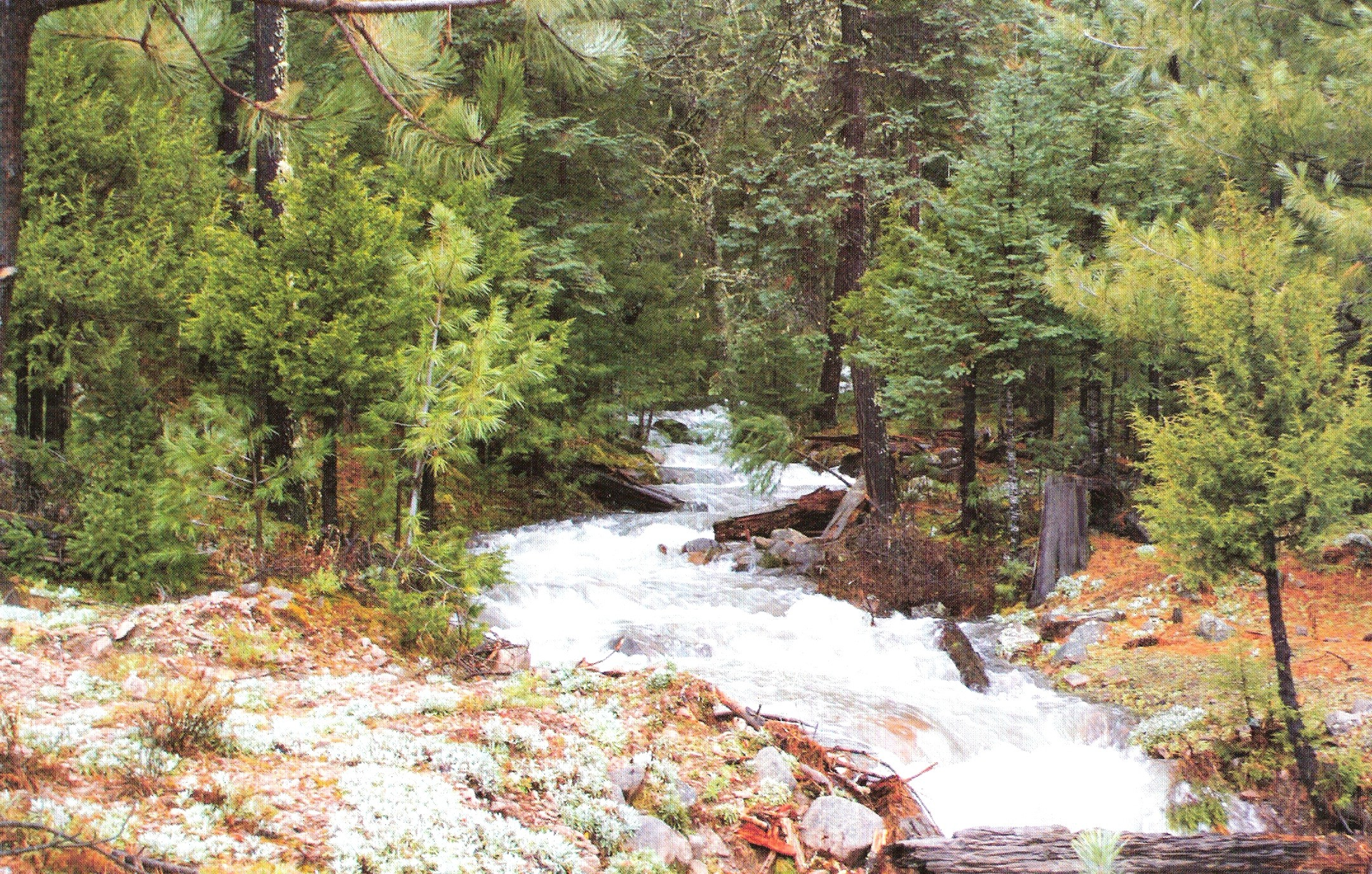
Arroyo del Soldado.

| Código INEGI      | Localidad         | Población (2020) |
| ----------------- | ----------------- | ---------------- |
| 080290001         | Guadalupe y Calvo | 6 332            |
| 080290015         | Baborigame        | 2 854            |
| 080290253         | Turuachi          | 1 161            |
| 080290014         | Atascaderos       | 1 039            |
| Otras localidades | Otras localidades | 39 128           |
| Total municipal   | Total municipal   | 50 514           |

## Política
El gobierno del municipio le corresponde al Ayuntamiento, que es electo por voto universal, directo y secreto para un periodo de tres años no reelegibles para el periodo inmediato pero si de forma no continua y que entra a ejercer su cargo el día 10 de octubre del año en que fue elegido; y está formado por el presidente municipal, el Síndico y por el cabildo integrado por 10 regidores, seis electos por mayoría relativa y cuatro por el principio de representación proporcional.

### Subdivisión administrativa
Para su régimen interior el municipio de Guadalupe y Calvo se divide en diez secciones municipales que son: Baborigame, Calabacillas, Dolores, Mesa de San Rafael, San Julián, San Juan Nepomuceno, San Simón, Toahayana, Atascaderos, Turuachi, y desde el 19 de marzo de 2010 por decreto del Congreso de Chihuahua, Barbechitos y Rancho de Enmedio.

### Representación legislativa
Para efectos de la división geográfica en distrito electorales locales y federales para la elección de diputados de mayoría, el municipio de Guadalupe y Calvo se divide de la siguiente forma:
Local:
- Distrito electoral local 22 de Chihuahua con cabecera en Guachochi.

Federal:
- Distrito electoral federal 9 de Chihuahua con cabecera en Hidalgo del Parral.[12]

### Presidentes municipales
- (1995 - 1998): Rigoberto Martínez Melchor (PRI)
- (1998 - 2001): Mario Enrique García Almazán (PRI)
- (2001 - 2004): José Ángel Aguirre Cázarez (PRI)
- (2004 - 2007): Jesús Velázquez Rodríguez (PRI)
- (2007 - 2010): Ramón Mendívil Sotelo (PRI)[13]
- (2010): Cesáreo Prieto Vega (PRI)
- (2010 - 2013): José Rubén Gutiérrez Loera (PRI)
- (2013 - 2016): Leopoldo Edén Molina Corral (PRI)
- (2016 - 2021): Noel Chávez Velázquez (PRI)
- (2021 - 2024) Julio Cesar Chávez Ponce (PRI)
- (2024 - 2027) Ana Laura González Abrego (MORENA)